# كامبولاتارو
 كامبولاتارو، (بالإنجليزية: Campolattaro)‏، (الإيطالية:Cambulattàrë)، هي (بلدية) في مقاطعة بينيفينتو، في المنطقة الإيطالية كامبانيا، وتقع على بعد حوالي 60 كم (37 ميل) شمال شرق نابولي، وحوالي 15 كم (9.3 ميل) شمال بينيفينتو. إنها جزء من منطقة سامنيوم التاريخية. كامبولاتارو هي بلدية إيطالية، من 1,064 نسمة في مقاطعة بينيفينتو، كامبانيا، إيطاليا.

## السكان
في سنة 1861 بلغ عدد السكان 1٬598 نسمة، وتطور العدد ليصل في سنة 2011 لـ 1٬084 نسمة.
يظهر هذا المخطط البياني تطور النمو السكاني لـ كامبولاتارو